# Muỗi nước
Muỗi nước (Danh pháp khoa học: Pontomyia) là một loài muỗi trong chi Pontomyia thuộc phân họ Chironominae, đây là một chi đơn loài chỉ gồm một loài này. Chúng chuyên sống ở môi trường trôi nổi trên nước.

## Đặc điểm
Muỗi nước đực di chuyển trên mặt nước bằng cách đứng thẳng trên hai chân sau và dùng hai chân trước như mái chèo nhỏ giúp chúng lướt về phía trước. Chân của loài muỗi nước cùng có cấu tạo gần giống với nhện nước với hàng nghìn lông nhỏ bao phủ trên chân giúp lùa không khí vào bên trong và tạo lớp đệm ngăn cách chân với mặt nước. Từ đó, những chiếc lông sẽ là trợ thủ khiến muỗi nổi và dễ dàng đi lại trên mặt nước.
Muỗi cái thậm chí còn không có cả cánh lẫn chân, chúng chỉ đơn giản là nổi trên mặt nước và chờ muỗi đực tới kéo chúng đi. Khi còn là ấu trùng chúng sống ẩn mình trong những vũng nước mặn, ăn tảo và mảnh gỗ mục.